# Rashida Jones
Rashida Leah Jones, född 25 februari 1976 i Los Angeles, är en amerikansk skådespelare, regissör, manusförfattare och producent. Hon är mest känd för sina roller i Parks and Recreation, Boston Public, The Office och I Love You, Man.
Hon är dotter till skådespelaren Peggy Lipton och musikern Quincy Jones. Hon har en äldre helsyster, modellen Kidada Jones, samt fem halvsyskon, bland dem Quincy Jones III. Jones avlade examen från Harvard University 1997 där hon studerade juridik, religion och filosofi.
Sedan 2016 har hon ett förhållande med musikern Ezra Koenig och tillsammans har de en son född 2018. Mellan 2003 och 2004 var hon förlovad med musikern Mark Ronson.

## Filmografi (urval)
| 2000–2002 | Boston Public                  | Louisa Fenn      | TV-serie                  |
| 2001      | Roadside Assistance            | Lucy             |                           |
| 2002      | Full Frontal                   |                  |                           |
| 2003      | Death of a Dynasty             | Layna Hudson     |                           |
| 2003-2004 | Chappelle Show                 | Olika Roller     | TV-serie                  |
| 2004      | Alla hans ex                   |                  |                           |
| 2004      | Little Black Book              | Dr. Rachel Keyes |                           |
| 2005      | Wanted                         | Carla Merced     | TV-serie                  |
| 2006–2011 | The Office                     | Karen Filipelli  | TV-serie                  |
| 2007      | Hårda bud                      |                  |                           |
| 2007      | The Ten                        | Rebecca Fornier  |                           |
| 2009      | I Love You, Man                | Zooey Rice       |                           |
| 2009–2013 | Parks and Recreation           | Ann Perkins      | TV-serie                  |
| 2010      | Cop Out                        |                  | Även producent            |
| 2010      | Social Network                 | Marylin Delpy    | TV-Serie                  |
| 2011      | Mupparna                       |                  |                           |
| 2011      | Our Idiot Brother              |                  |                           |
| 2011      | Den stora jakten               |                  |                           |
| 2011      | Fight for Your Right Revisited |                  |                           |
| 2012      | Celeste & Jesse Forever        |                  | Även manus och produktion |
| 2013      | Decoding Annie Parker          |                  |                           |
| 2014      | Cuban Fury                     |                  |                           |
| 2016      | Angie Tribeca                  |                  | TV-serie                  |
| 2020      | BlackAF                        | Joya             | TV-serie                  |